# 第四纪冰河时期

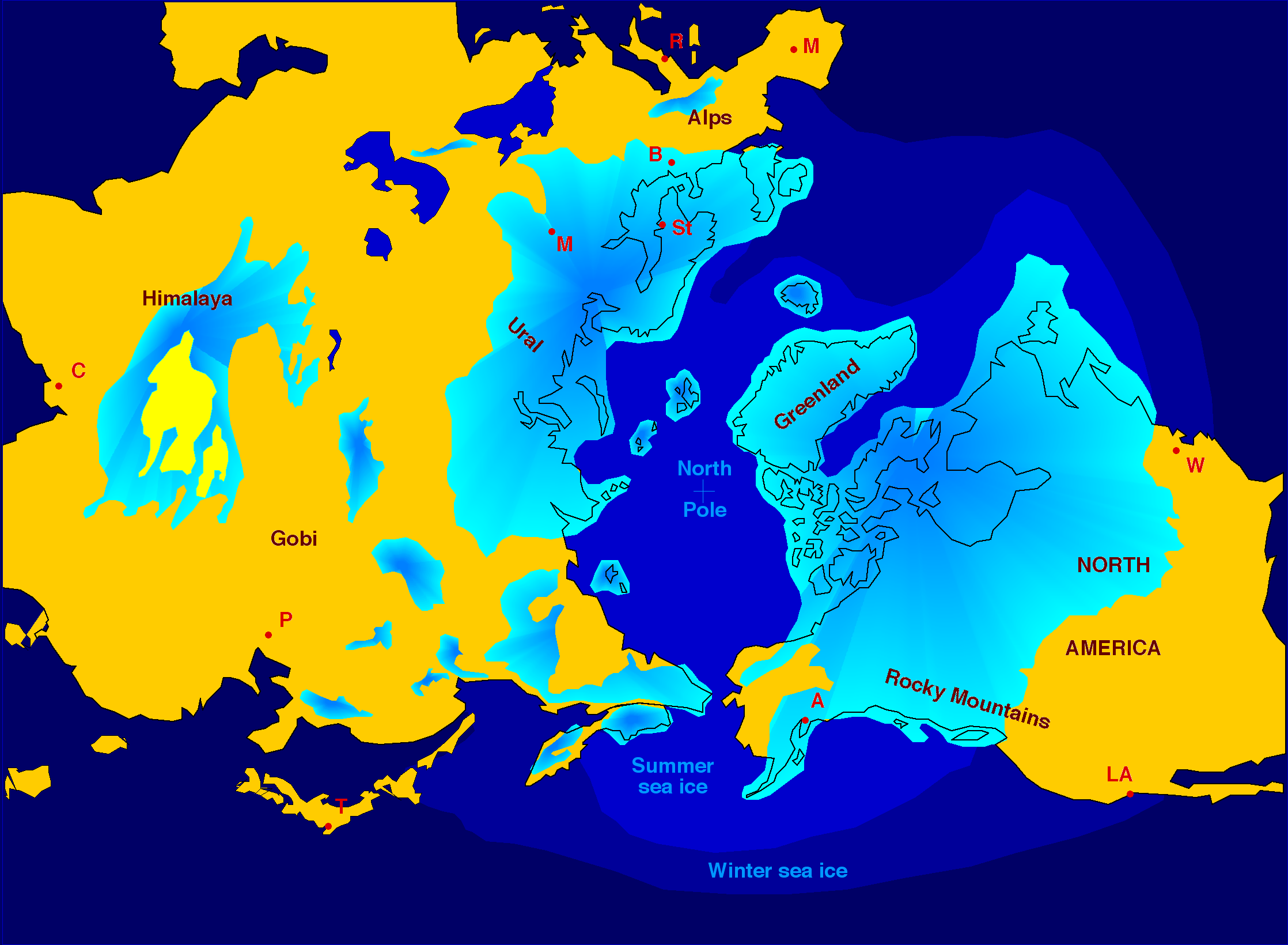
末次冰盛期时的北半球冰川分布；3 to 4 km厚的大陆冰盖导致海平面下降了120 m

第四纪冰河时期，也称作末次冰河时期，是指从258万年前到现在的地球气候时段。在此期间，南极大陆与格陵兰岛形成了永久性的冰盖，欧亚大陆北部与北美的北部也出现了面积广大的大陆冰盖，并在世界各处高纬度或高海拔地区广泛出现了山岳冰川。
此次冰河时期的主要效果是大陆上的冰川侵蚀与沉积，改变了河流系统的走向，产生了数百万湖泊並改变了海平面的高程，在远离冰川边缘的地方发育了雨成湖，地殼均衡，影响到海洋、洪水、生物物种。

## 描述
在第四纪，陆地冰的体积、海平面，全球气温的波动最初以41,000年的周期，后来是以100,000年的周期。证据是对过去80万年的冰核钻孔取样，以及更早期形成的海底沉积物的钻孔取样。过去740,000年有8次冰期循环。整个第四纪，开始于258萬年前，被称作一次冰河时期，因为至少有一个永久型大型冰盖— 南极大陆—连续地存在。第四纪之前与早期的格陵兰的冰覆盖的情况还不能确定。在寒冷的冰期内，欧洲、北美与西伯利亚西北部存在大型大陆冰盖。冰期之间的短暂、温暖的时期，称之为间冰期。

蓝色为温度、绿色为CO_{2}，红色为粉尘浓度，数据来源于俄罗斯东风南极科考站的过去42万年冰核取样。

当前，地球处于自全新世开始的间冰期之中。这次间冰期始于1.1万年前。这导致了末次冰期的冰盖的消退。末次冰期残存的冰盖还覆盖着10%的陆地面积，存在于南极大陆与格陵兰。全球变暖自1850年以来加剧了冰川消融。
在冰期的时候，正常的水文系统（指间冰期时候）在全世界大片地区被彻底中断。由于陆地冰积累了巨大体积，海平面比现在最多下降了120公尺。大量野外地质工作证实，欧洲、北美与西伯利亚的很多地区曾被大陆冰川覆盖。综合这些冰川遗迹的位置、鼓丘的朝向、 蛇形丘、冰碛、条痕，冰河流动的通道，可以绘制出地图，揭示了冰盖的范围、流动方向、冰川融水系统的位置，使得科学家可以解开多次冰进、冰退的历史。冰河时期的冰进与冰退的时段，对应了冰期与间冰期的轮替。温暖的间冰期对应了泥土沉积剖面、泥炭层、湖泊与河流的沉积，并被未分类未分层的冰河岩屑所间隔开。

### 冰核证据
冰核的分析提供了高分辨率的气候变化的证据。并证实了海洋同位素阶提供的编年。冰核分析表明，过去40万年的各次间冰期都很短暂（10,000至30,000年），如同现今一样温暖；而各次冰期很漫长（70,000至90,000年）。新的EPICA南极冰核提供了400,000至780,000年前的样本，表明间冰期占据了每次冰期/间冰期旋回的很大时间段，但是没有更近的间冰期那样温暖。

## 分期

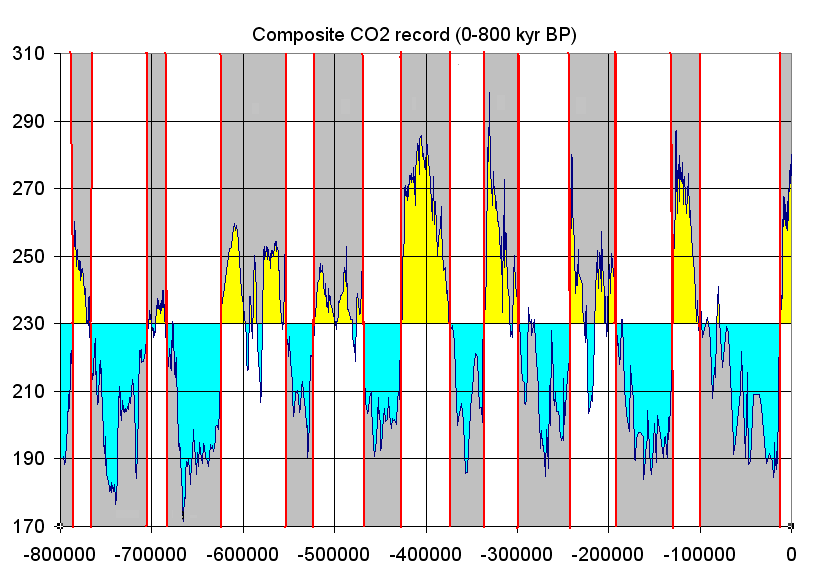
冰期与间冰期的旋回，使用CO_{2}在大气层中提及比例，数据来源于过去80万年的冰核样本的分析

从19世纪开始，研究者用各地的地质特征来为第四纪冰河时期的各个冰期命名。现在普遍使用海洋同位素階段数划分，从2.6Ma前至今已划分出104个阶。奇数表示温暖期，偶数表示寒冷期。海洋记录保存了所有过去的冰期的信息；而陆地证据可能会被后续的冰期所破坏。大陆冰盖的冰核也提供了完整的记录，但是不能像海洋数据那样追溯到很远。湖底或沼泽中的花粉数据，以及黄土的垂直地层剖面也提供了重要的陆基相关证据。虽然科学文献已经采用了海洋同位素阶数，但是这些海洋数据得出的分期还没有都获得“名字”。例如，过去50万年的海洋沉积物分析表明了更新世的5个冰期/间冰期旋回，但是同期在陆上只有3个经典的间冰期被识别出来。
陆基证据可以以海洋数据一直到MIS 6都对应得很好，但是更久远的地质史阶段的协调就困难了。因此陆基资料对地质史的划分是不完整的，某种程度上是推测性的。但是陆地数据对于研究地貌是必须的。
第四纪的冰期与间冰期，按照从新到老顺序命名如下，时间单位为千年。

### 第四纪的冰期编年，陆基证据
| 冰期索引 | 名字        | 名字         | 名字         | 名字      | 名字       | 名字        | 冰期/间冰期 | 时间段(ka)    | MIS        | 地质史 |
| 冰期索引 | 阿尔卑斯    | 北美         | 北欧         | 中国      | 英国       | 南美        | 冰期/间冰期 | 时间段(ka)    | MIS        | 地质史 |
| -------- | ----------- | ------------ | ------------ | --------- | ---------- | ----------- | ----------- | ------------- | ---------- | ------ |
| 冰后期   |             |              |              |           | 佛兰德     |             | 间冰期      | 现在– 12      | 1          | 全新世 |
| 第1      | 维尔姆      | 威斯康星     | 维斯瓦       | 大理      | 德文西安   | 延基韦      | 冰期        | 12 – 110      | 2-4 & 5a-d | 更新世 |
|          | 里斯-维尔姆 | 桑加蒙       | 埃姆         | 庐山-大理 | 伊普斯威奇 | 瓦尔迪维亚  | 间冰期      | 110 – 130     | 5e (7, 9?) | 更新世 |
| 第2      | 里斯        | 伊利诺伊     | 萨勒         | 庐山      | 沃尔斯顿   | Santa María | 冰期        | 130 – 200     | 6          | 更新世 |
|          | 荷尔斯泰因  | 雅茅斯       | 霍克斯尼亚   | 大姑-庐山 | 霍克斯尼亚 |             | 间冰期      | 200 – 300/380 | 11         | 更新世 |
| 第3-5    | 明德尔      | 堪萨斯       | 盎格鲁       | 大姑      | 盎格鲁     | Río Llico   | 冰期        | 300/380 – 455 | 12         | 更新世 |
|          | 金兹-明德尔 | 阿夫顿间冰期 | 克罗默       | 鄱阳-大姑 | 克罗默*    |             | 间冰期      | 455 – 620     | 13-15      | 更新世 |
| 第7      | 金茨        | 内布拉斯加   | 梅纳皮亚     | 鄱阳      | 比斯顿     | Caracol     | 冰期        | 620 – 680     | 16         | 更新世 |
|          | 多瑙-金茨   |              | 瓦尔         |           |            | 间冰期      |             |               |            | 更新世 |
| 第8      | 多瑙        |              | 埃布龙       |           |            | 冰期        |             |               |            | 更新世 |
|          | 比伯-多瑙   |              | 阿夫顿间冰期 |           |            | 间冰期      |             |               |            | 更新世 |
| 第9      | 比伯        |              | 前泰赫伦     |           |            | 冰期        |             |               |            | 更新世 |

第四纪更为古老的阶段
| 名字     | 冰期/间冰期 | 千年        | MIS | 地质史 |
| 巴斯顿   | 间冰期      | 600 – 800   |     |        |
| 前巴斯顿 | 冰期        | 800 – 1300  |     |        |
| 布拉默顿 | 间冰期      | 1300 – 1550 |     |        |

**根据Gibbard Figure 22.1.

## 原因
尚没有完全令人满意的理论能解释地球的冰期。板块构造能在大的时间尺度上影响到冰河时期的出现与结束；地球轨道力学的要素可以产生中等时间尺度影响到冰期与间冰期的轮回。太阳活动、火山喷发、温盐循环等因素可以在较小时间尺度上影响冰段与间冰段的交替。

### 天文因素

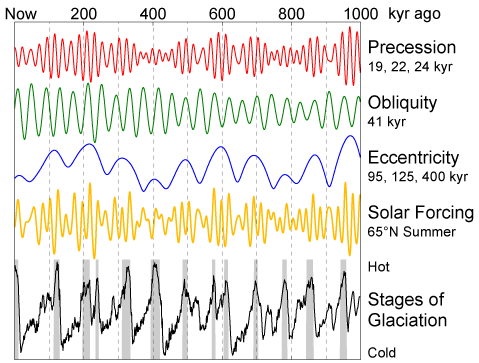
地球的轨道与冰期的关系

19世纪后期，James Croll首先提出地球轨道的变化与冰期的关系。1930年前后，米盧廷·米蘭科維奇，一位南斯拉夫地球物理学家，明确提出并计算了地球轨道的不规则的变化与冰期之间的关系，被称之为米蘭科維奇循環。
地球轨道离心率以100,000年为周期改变。 地球自转的轉軸傾角在22°至24.5°之间变化（地球自转轴相对于地球公转平面的倾角，造成了季节变化。倾角越大，四季越分明）。自转轴倾角的改变以41,000年为周期。 地球自转轴进动以21,700年为周期。根据米蘭科維奇的理论，上述因素导致地球每40,000年周期性冷暖变化。主要原因是季节性接受太阳辐射热的对比的变化，而不是地球接受太阳总辐射能量的变化。
直到1970年代有了充分长且详细的第四纪温度变化的编年数据后，米蘭科維奇的理论才被证实是成立的。深海钻孔取样分析表明，过去数十万年的气候波动非常接近于米蘭科維奇的计算结果。
米蘭科維奇的理论存在的问题是：天文学周期存在了数十亿年，但冰期的出现确是稀少的。实际上，天文学周期用来解释一个冰河时期内冰期与间冰期的交替。其它因素，如大陆的位置及对洋流的影响，太阳内部的长期波动等等，可能造成了冰河时期。

### 大气成分
有的理论认为，大气中CO2的下降，启动了长期的冷却，最终导致冰期。最近对格陵兰冰芯钻探取样中的微小气泡中CO2比例的分析，倾向于支持这一理论。地球化学碳循环表明从中生代以来大气CO2的比例下降了10倍。但不清楚什么原因导致了CO2含量的下降，以及这种下降是气候变冷的原因还是结果。
CO2对冰期与间冰期的轮替也有重要意义。高的CO2含量对应于温暖的间冰期，而低的CO2含量对应于冰期。但研究表明CO2可能不是冰期与间冰期转变的原因，而是一种反馈。

### 板块构造与洋流
气温长期下降的一个重要原因可能是大陆相对于南北极的位置（但这不能解释冰期的快速出现与消退）。 这种相对关系可以控制洋流与大气的循环，影响到洋流能否把热量输送到高纬度地区。在大部分地质历史上，北极是开阔的、开放的海洋，大型洋流可以从赤道不受阻碍的进抵北极区。这种不受限的循环在大部分地质历史时期形成了温和、均匀的气候。
在新生代，北美大陆与南美大陆离开了欧亚板块而向西移动，形成了大西洋呈南北分布，北极区成为一个小型的，几乎是被陆地包围的海盆——北冰洋。大约3百万年前，南北美大陆的汇合形成了巴拿马地峡，改变了洋流，形成了流向北大西洋与北冰洋的湾流，这与第四纪冰河时期开始时间一致。

## 后果
冰期的时候，大量的陆地冰川给地貌造成了巨大影响。山脉不再受水流侵蚀，取而代之受到冰川的侵蚀与沉积。数百万平方公里的地貌在冰川影响下在很短时间里发生巨变。大量的冰川冰影响到了整个地球。

### 湖泊
第四纪冰河时期产生的湖泊数量超过了其它地质过程的总和。大陆冰川完全打断了冰前水系。冰川流经之地遭到了擦蚀与侵蚀，在基岩上留下了无数封闭的、没有外流出口的洼地。这些洼地填入了水后就成为湖泊。
在冰缘产生了非常大的湖泊。北美与欧洲的大陆冰盖的中心之处厚达3,000米（9,800英尺） ，并且向冰缘处逐渐变薄。冰盖中心处的地壳受到冰的巨大压力而下沉很大。当冰盖融化后，地壳反弹上升有个后延时间，造成了向着冰盖中心的地壳倾斜。这种倾斜产生的盆地可以持续数千年。这种盆地变成湖泊或者海侵。北美五大湖与波罗的海就是如此形成的。

#### 雨成湖
冰川导致了一些距离冰缘较远的干旱或半干旱地区有了较多降水，增加了河流与时令河的水量，导致了大型雨成湖的形成与增长。雨成湖在冰期可以非常大，但在间冰期由于降水减少，雨成湖往往蒸发成盐滩。

### 均衡调整

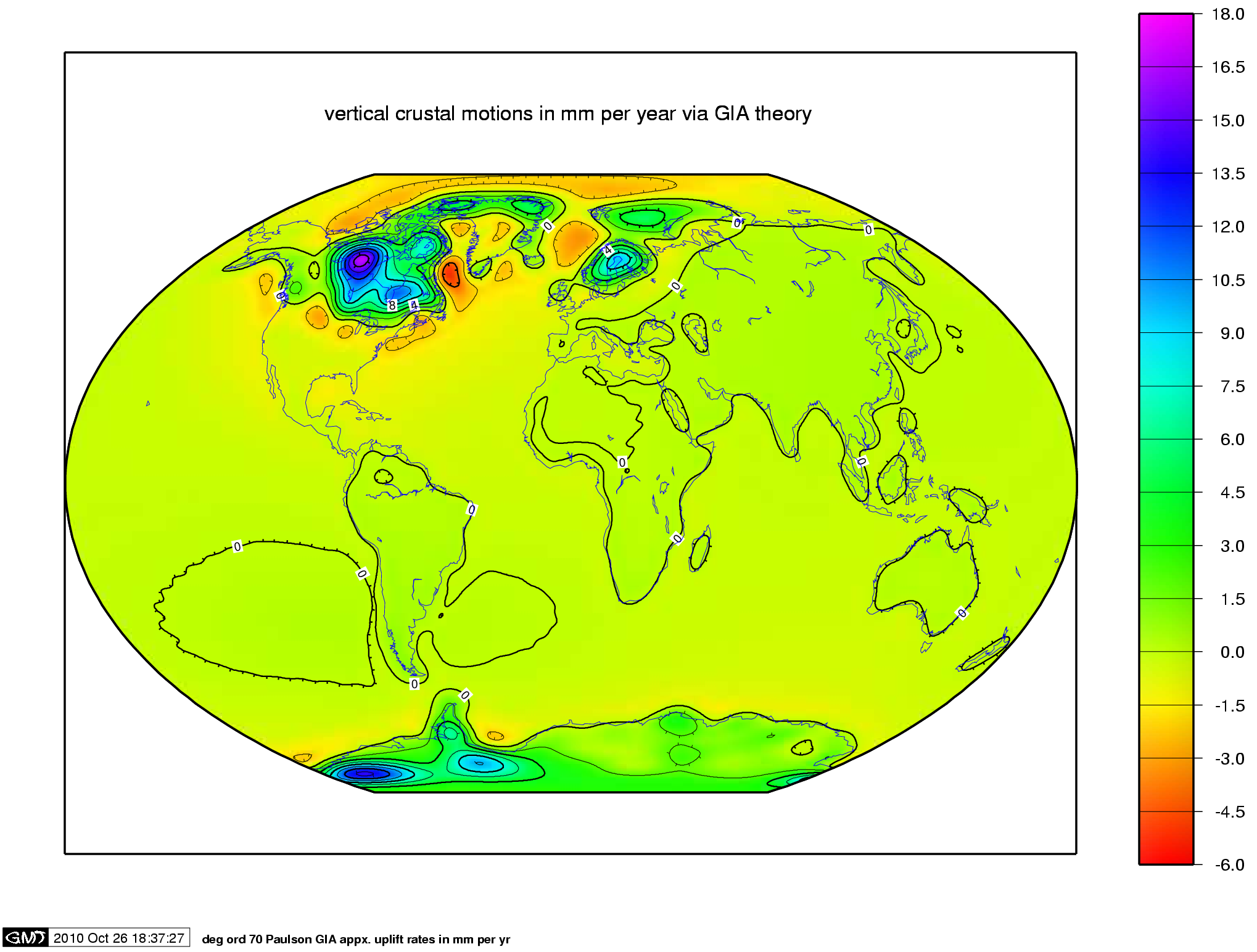
当前全球地壳垂直运动速率。

第四纪冰河时期的大陆冰盖数千米的厚度，压迫其下的岩石圈下沉，达到了均衡调整（isostatic adjustment）。加拿大环绕哈德逊湾的大片地区下沉到海平面以下，同时期欧洲环波罗的海地区也是如此。冰川融化后这些地区的地壳处于反弹上升中。9,000年前还曾在斯坎迪纳维亚引发了大地震。这些地震非常独特，因为它与板块构造无关。
研究表明地壳上升有两个不同阶段。冰消后最初的上升是快速的（或者说是弹性的）。弹性阶段后，地壳上升是缓慢黏滞的，上升速度呈指数下降直到趋于0。现在，典型上升速率是1 cm每年的数量级或者更小。在北欧，这被GPS数据观测网BIFROST所证实。研究认为地壳反弹还会再持续10,000年。整个地壳反弹取决于冰期时的当地冰盖重量，在冰盖中心可能是几百米。

### 风
大规模的陆地冰盖，很大地改变了大气环流。冰缘的风是很强烈与持续的，因为密度大的寒冷空气流出冰原。 这种风吹起并运送了大量松散、细粒度的冰川带下来的沉积物。风携带这些物质，在一定地区逐渐累积形成了黄土，包括密苏里河河谷的一些不规则条状分布、中欧、中国华北。在中国黄土高原，代表了寒冷干旱气候的黄土与代表暖湿气候的古土壤（典型如红粘土）交替分层出现达28次，表明了地质史上的气候冷暖旋回。
早第四纪时沙丘分布非常广泛与活跃。如内布拉斯加州的沙山，覆盖了大约60,000 km2（23,166 sq mi）。这一地区在更新世是广阔活跃的沙丘地区，但现在已经是稳定了并被草地覆盖。

## 早期冰川作用的记录

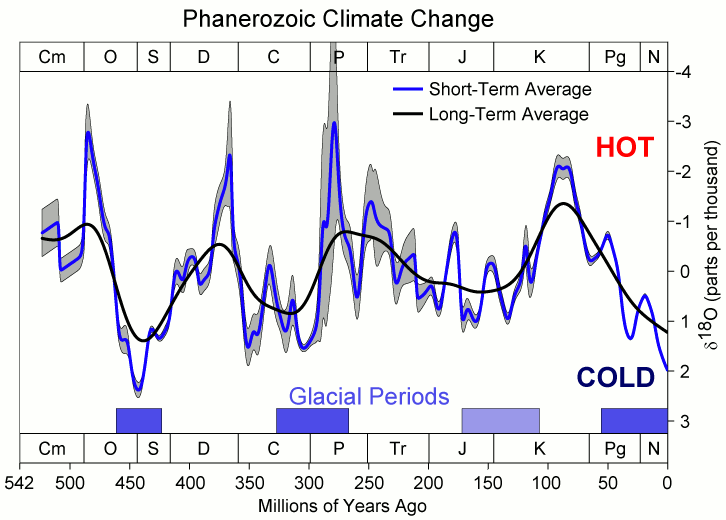
5亿年来气候变化。

冰期在地球历史上是罕見的。現存证据顯示在古生代后期（200—300 Ma）与前寒武纪末期（即新元古代，600—800 Ma）大陸冰川曾广泛分布。在2-3百万年开始的当前冰河时期之前，地球气候长期温和。这已由地层沉积中植物、动物化石所证实。

## 下一次冰期

大气中 CO_{2} 浓度，由Mauna Loa Observatory测得。

1972年气象学家讨论这一主题时，下一次冰期看起来正在快速来临（当时称为全球变冷）。此前的间冰期似乎每次持续了10,000年。假設当前的间冰期維持時間相同，气象学家得出结论：“如果人类不作干涉，很可能当前间冰期将很快结束”。1972年之后，对气候系统的理解更進一步，並不是所有间冰期都一樣長；由于米蘭科維奇循環地球接受的太阳热量辐射是非线性的；温室气体浓度正在增加。对未来全球气温的计算认为，如果CO2濃度增加到750ppm（当前按照体积是398ppm），间冰期可以持续50,000年并发生全球暖化。如果CO2下降到210 ppm，那么下次冰期将在15,000年后出现。
海床沉积物与冰盖的冰核研究指出，气候变化并不平緩。冰核中同位素成分研究表明从温暖到严寒的转变可以在一、二十年内完成。此外，冰核研究表明冰期并不是均匀的冷，间冰期也不是均匀的温暖（参见小冰期）。格陵兰冰核分析表明过去25万年气候变化频繁又突然。当前间冰期已经是相当稳定与温暖的，与此相比，上一个间冰期就被几段持续了数百年的冷期所中断。